# Varevogn
En varevogn, også kaldet varebil eller kassevogn er et køretøj opbygget til godstransport, servicevogn eller håndværkervogn. Det vil sige med et let tilgængeligt vare- eller værkstedsrum bagi.
Den kan betragtes som en mellemting mellem en personbil og en lastbil – den har væsentligt større kapacitet end en personbil, men har stadigvæk et stykke op til lastbilen. Formelt set skelner man i Færdselsloven mellem vare- og lastbiler, da der ved en totalvægt på over 3.500 kg kræves kørekort til lastbil. Således bygges mange varevogne, så deres totalvægt netop er på 3.500 kg – dog bygges der også en del varevogne med højere totalvægt.
Varevognen er kendetegnet ved, at den ikke er adskilt mellem førerhus og lad. I Danmark skal der af sikkerhedsmæssige hensyn være en indvendig afskærmning bag førersædet for at forhindre, at lasten kurer frem og skader føreren ved en ulykke, men denne afskærmning kan ikke ses på den udvendige del af opbygningen. Dette adskiller varevognen fra ladvognen, der har tydelig adskillelse.
De fleste producenter forbereder deres varevogne som både godsbiler og minibusser, så der ikke skal produceres for mange forskellige dele for at tilfredsstille forskellige køberes behov.
Ifølge Skat gælder at "Køretøjet skal utvivlsomt være konstrueret og indrettet til godstransport" og videre følger det, at "Ved afgørelsen af, om et køretøj kan anses for utvivlsomt konstrueret og indrettet til godstransport, ses bl.a. på varerummets længde. Loven fastsætter ikke et mindstemål, men på baggrund af tidligere afgørelser er det fastsat, at varerummets længde skal være på mindst 120 cm målt i 60 cm højde."